# Mikołaj Vogoride

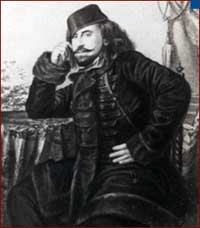
Mikołaj Vogoride

Mikołaj Vogoride, także Conachi-Vogoride (rum. Nicolae Vogoride; ur. 1820, zm. 1863) – kajmakam Mołdawii w latach 1857–1858.

## Biografia
Był synem Stefana Vogoride. W 1857, po śmierci Teodora Balşa (którego był współpracownikiem), został mianowany, przez Wysoką Portę, kajmakamem Mołdawii – z zadaniem przeprowadzenia wyborów do mołdawskiego dywanu, który z kolei miał wyłonić kandydata na hospodara. Podobnie jak swój poprzednik, był on zdecydowanym przeciwnikiem zjednoczenia Mołdawii i Wołoszczyzny i wspierany zarówno przez lokalne koła konserwatywne (wielkich bojarów i wyższy kler), jak i Austrię zacięcie zwalczał zwolenników unii. Jego brutalne działania oraz fałszowanie list wyborczych doprowadziło do manifestacji w kraju, co wywołało międzynarodowy spór wokół sprawy uznania ważności przeprowadzonych wyborów. Wiele mocarstw zerwało stosunki dyplomatyczne z Imperium osmańskim, co zmusiło Turków do unieważnienia wyborów i przeprowadzenia ich raz jeszcze, tym razem z poszanowaniem praw opozycji. Przeprowadzone jesienią, przyniosły zdecydowane zwycięstwo unionistom, którzy niemal natychmiast przegłosowali wniosek o zjednoczenie obu księstw rumuńskich. Na początku 1858 dywan został rozwiązany, a sprawą zjednoczenia zajęły się mocarstwa, które opracowały projekt organizacji obu państw, posiadających oddzielnych książąt, lecz także wiele wspólnych instytucji, zatwierdzony w Paryżu w maju tego roku. Wkrótce potem Vogoride został zdymisjonowany, ponieważ zgodnie z postanowieniami mocarstw tymczasową władzę w księstwach miały objąć nowe zarządy.